# Starksia fasciata
Starksia fasciata är en fiskart som först beskrevs av William Harding Longley, 1934.  Starksia fasciata ingår i släktet Starksia och familjen Labrisomidae. Inga underarter finns listade i Catalogue of Life.